# 葉泰椿
葉泰椿（?—?），江西省南昌府武寧縣人，清朝政治人物、進士出身。
光緒二十年（1894年），参加光緒甲午科殿試，登進士二甲121名。同年五月，授内阁中书。